# Judy Reyes
Judy Reyes, född 5 november 1967 i Bronx, New York, är en amerikansk skådespelare. Hon är mest känd för sin roll som sjuksköterskan Carla Espinosa i TV-serien Scrubs. 
Hennes föräldrar är från Dominikanska republiken. Judy Reyes var tidigare gift med Edwin M. Figueroa. Hon har en dotter med sin partner George Valencia.

## Filmografi i urval
- Oz (1999-2002) (TV-serie)
- Scrubs (2001-2010) (TV-serie)
- Castle 2009
- 2018–2019 – Succession (TV-serie)
- 2022 – Smile